# Суверенітет Татарстану
Суверенітет Татарстану – уявлення про те, що Татарстан є суверенною державою.

## Створення
За радянських часів у Татарстані розпочався суспільний рух за його піднесення з автономної держави до союзної республіки. Але ці погляди не були підтримані КПРС.
Коли комуністичний режим впав наприкінці 1980 -х років, у Татарстані почав виникати національний рух для реалізації цих поглядів. Марат Мулеков, Фаузія Байрамова, Фандас Сафіуллін та інші будуть обрані до парламенту Татарстану шляхом участі в перших демократичних виборах на основі альтернативної демократії. Боролися і неурядові організації, такі, як Всетатарський громадський центр, Партія національної незалежності Іттіфак, Союз татарської молоді «Азатлик»., "Суверенітет" комітети
Національна Асамблея

## Суверенітет
Декларація про суверенітет Республіки Татарстан була прийнята 30 серпня 1990 року. Назва республіки змінено з ТАССР на Татарська РСР - Республіка Татарстан .
Перші вибори президента Татарстану відбулися 12 червня 1991 року .29 листопада 1991 року Верховна Рада СРСР прийняла сучасний прапор Республіки Татарстан.
26 грудня 1991 року - Внаслідок розпаду СРСР Верховна Рада Республіки Татарстан ухвалила декларацію про вступ до Союзу Незалежних Держав Республіки Татарстан як держави-члена.
7 лютого 1992 року - назву Республіки змінено на Республіка Татарстан (Татарстан).
21 березня 1992 року відбувся референдум про суверенний статус. 2/3 населення підтримували суверенітет.
31 березня 1992 року Татарстан не підписав і відмовився підписати   російський федеративний договір  договір так само як і Чечня (Чеченська Республіка Ічкерія)
6 листопада 1992 року була прийнята Конституція Республіки Татарстан, яка проголосила Республіку Татарстан суверенною державою.
12 грудня 1993 р. - На загальноросійському рівні деякі політики Татарстану бойкотують референдум про прийняття нової конституції країни. Явка була надзвичайно низькою (менше 15%), більшість з яких (74,84%) висловили підтримку ухваленню конституції, яка визначає Татарстан як суб’єкт Російської Федерації. До загальнонаціонального голосування президент Татарстану Мінтімер Шаймієв відповідно до Конституції Татарстану 1992 року надав громадянство Республіки Татарстан громадянству Російської Федерації. Він нагадав, що народ республіки створив усі умови для вільного волевиявлення. Він також наголосив, що незважаючи на те, що нова Конституція РФ навряд чи буде затверджена в Татарстані чи деяких інших республіках, республіканська влада буде її поважати, оскільки вона прийнята на загальнодержавному рівні.
15 лютого 1994 року між органами державної влади Російської Федерації та органами державної влади Республіки Татарстан було підписано угоду про розподіл праці та обміну повноваженнями, в результаті якої Татарстан повернулася до правового поля, однак в ній йшлося про суверенітет Татарстану у складі Росії як республіки та  Субʼєкту  федерації Татарстан
У березні 2002 року відповідно до Закону Республіки Татарстан про внесення змін і доповнень до Конституції Республіки Татарстан введена нова редакція Конституції Республіки Татарстан, після прийняття якої  суверенітет Татарстану Татарстан де-факто ліквідовано  було затверджена.

11 листопада Верховна Рада України визнала незалежність республіки Татарстан.

## Дивіться також
- Розпад СРСР
- Парад суверенітетів
- Референдум про суверенітет Татарстану (1992)